# Histaryczny Almanach

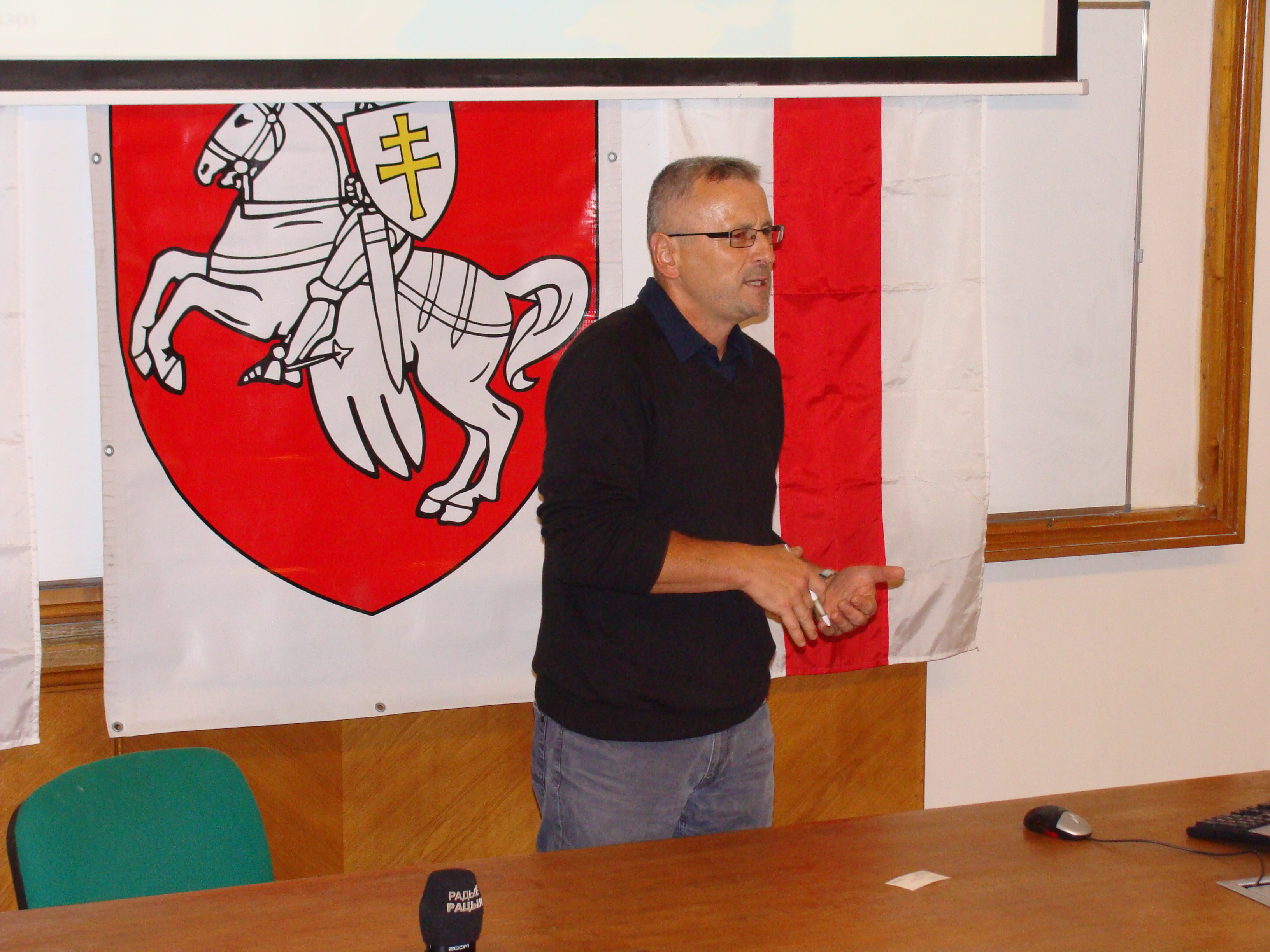
Prof. dr hab. Alaksandr Kraucewicz, redaktor almanachu

„Histaryczny Almanach” (biał. «Гістарычны альманах») – wydawany na Białorusi almanach historyczny i krajoznawczy, organ zarejestrowanego w Polsce Białoruskiego Towarzystwa Historycznego. Wydawany jest w Grodnie od 1998 roku, dwa razy na rok. Jego redaktorem jest Alaksandr Kraucewicz. Zawiera rubryki: Historia, Historiografia i źródłoznawstwo, Dokument, Krajoznawstwo, Recenzje, Kronika naukowa. W almanachu publikowane są prace naukowe na temat historii Białorusi, artykuły polemiczne, materiały na temat etnologii, archeologii i innych nauk historycznych.